# René Cassin
René Samuel Cassin (Bayona, 5 de febrero de 1887-París, 20 de febrero de 1976), conocido como René Cassin, fue un jurista y juez francés, redactor principal de la Declaración Universal de los Derechos Humanos. En 1968 fue galardonado con el Premio Nobel de la Paz. Fue también fundador del Instituto Francés de Ciencias Administrativas (IFSA), creado en 1947 y de la UNESCO. Fue presidente del Tribunal Europeo de Derechos Humanos y recibió la Gran Cruz de la Legión de Honor de Francia.

## Juventud

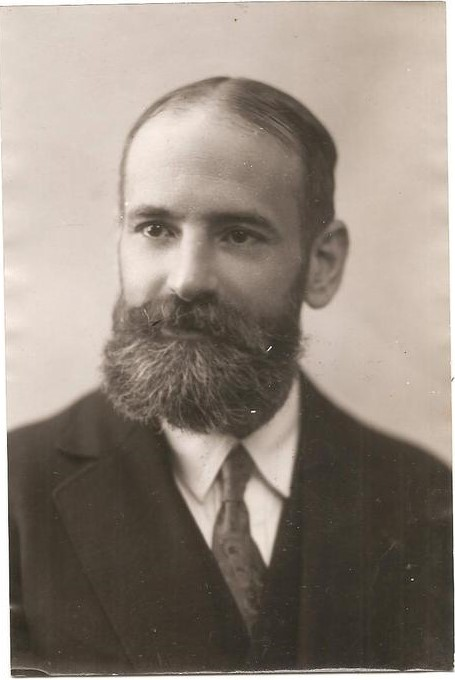
René Cassin, antes de 1947 (foto: Henri Manuel).

Nació el 5 de octubre de 1887 en la ciudad de Bayona, Francia, en una familia de origen judío. Estudió Derecho y se licenció en 1919, convirtiéndose luego en profesor en Aix-en-Provence, Lille y París. Durante la Primera Guerra Mundial Cassin fue herido, por lo que posteriormente promovió la fundación de la Unión Federal de Antiguos Combatientes y Víctimas de Guerra.

## Miembro de la Sociedad de Naciones
Delegado por su país en la Sociedad de Naciones entre 1924 y 1938, rechazó continuar en Ginebra, después de expresar públicamente su rechazo a los Acuerdos de Múnich, que ponían fin al Conflicto de los Sudetes.
A partir de 1940, junto con el general Charles de Gaulle, fue uno de los portavoces de la Francia Libre, durante el exilio en Londres provocado por la ocupación nazi del territorio francés.

## Activismo social
Posteriormente, fue nombrado delegado en las Naciones Unidas por su país, y como humanista defendió apasionadamente los derechos humanos, y fue uno de los principales inspiradores y redactores de la Declaración Universal de los Derechos Humanos. Asimismo, participó activamente en la Comisión de Derechos Humanos de las Naciones Unidas y en la Corte Permanente de Justicia Internacional de La Haya. Desde su posición privilegiada, consiguió que la central de la Unesco se instalase en la ciudad de París.[cita requerida]
En 1959, fue designado miembro del Tribunal Europeo de Derechos Humanos, con sede en Estrasburgo, que presidió entre 1965 y 1968.[cita requerida]
En 1968, fue galardonado con el Premio Nobel de la Paz Por toda una vida consagrada a la paz, la justicia y los derechos humanos y por sus trabajos como redactor de la Declaración Universal de los Derechos Humanos. En este mismo año, recibió el Premio de Derechos Humanos de las Naciones Unidas, un reconocimiento otorgado por la Organización de las Naciones Unidas a las personas y organizaciones que hayan realizado aportes significativos en «la promoción y protección de los derechos humanos y las libertades fundamentales». Durante el congreso de la Asociación Mundial de Juristas, la organización le concedió el Premio Mundial Paz y Libertad a título póstumo. Este reconocimiento también lo han recibido Nelson Mandela, Winston Churchill, el rey Felipe VI y Ruth Bader Ginsburg.
Cassin murió en París el 20 de febrero de 1976, y sus cenizas se transfirieron al Panteón de París.[cita requerida]

## Instituto Francés de Ciencias Administrativas
En 1947, René Cassin creó el Instituto Francés de Ciencias Administrativas (IFSA), que fue reconocido como asociación de utilidad pública. Fue el primer presidente del instituto. Bajo su presidencia, se organizaron numerosos coloquios que desarrollaron de manera consecuente la doctrina en derecho administrativo francés.[cita requerida]

## Miembro de la masonería

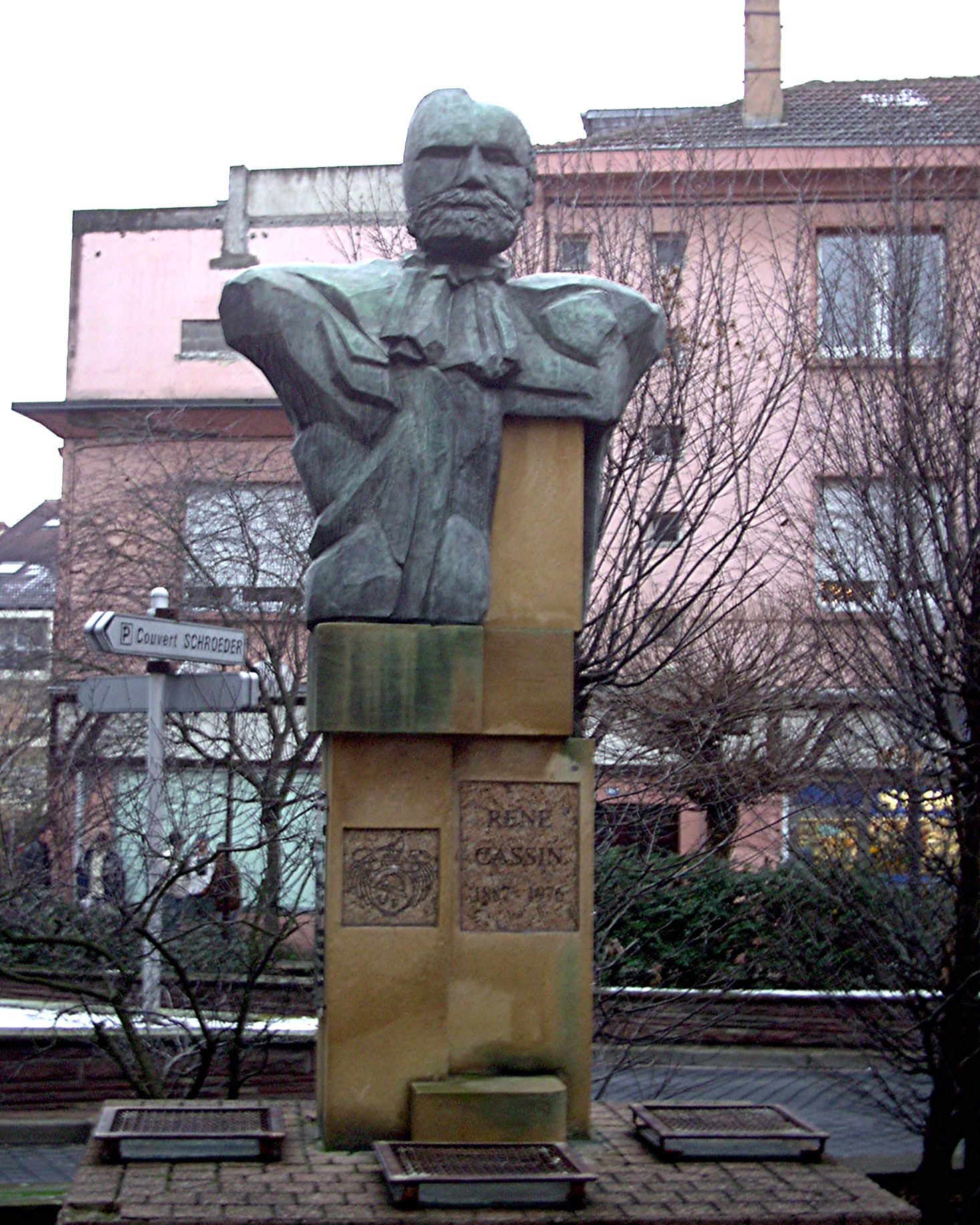
Monumento en memoria de René Cassin en Forbach, Lorena, Francia.

René Cassin perteneció a la masonería.